# British Airways
Pour les articles homonymes, voir BAW.
A British original

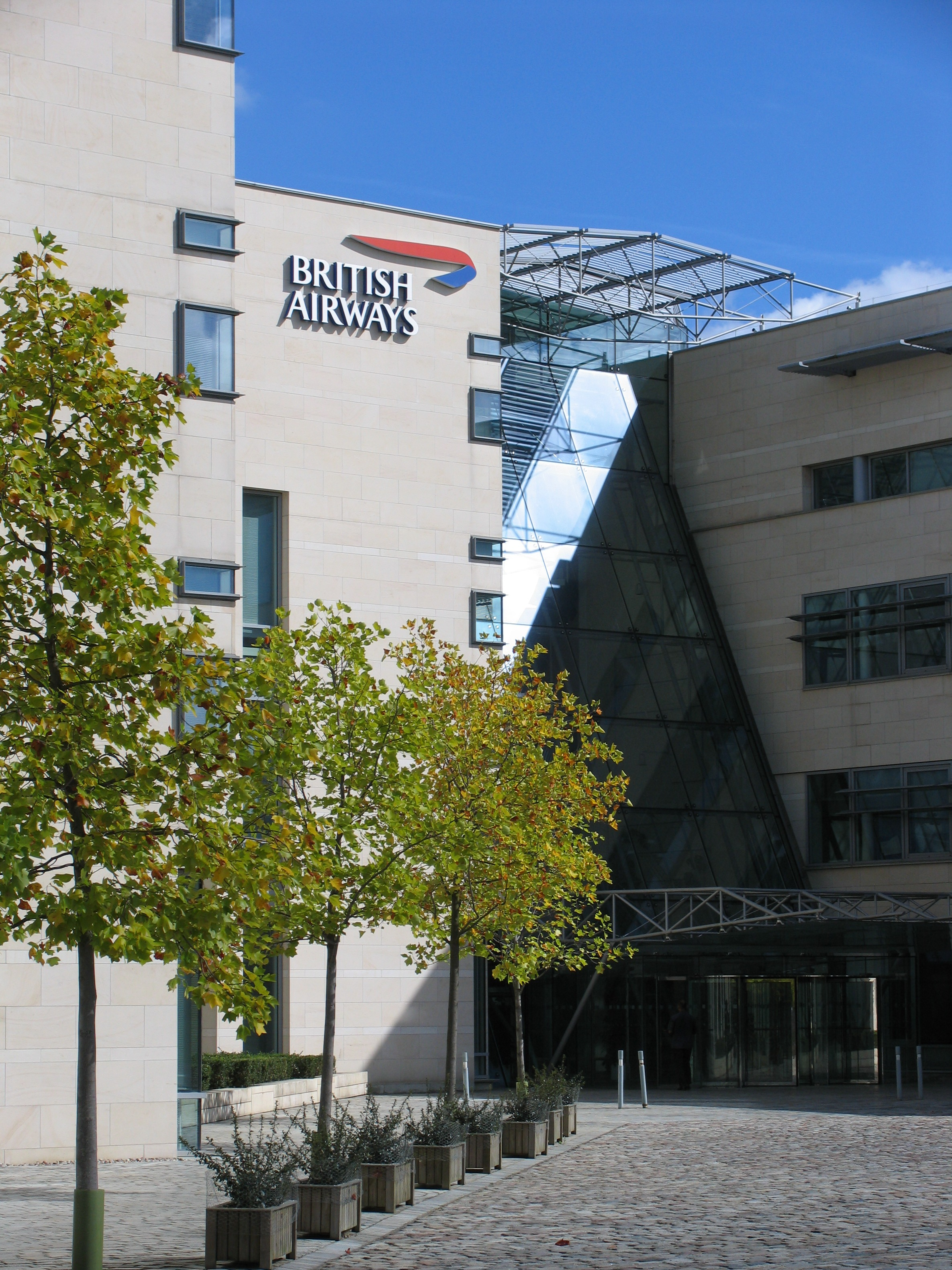
Waterside, siège social de British Airways.

British Airways (code AITA : BA ; code OACI : BAW) est la compagnie aérienne porte-drapeau du Royaume-Uni. Elle assure des vols intérieurs et internationaux depuis son hub principal à l'aéroport de Londres-Heathrow. British Airways est la troisième compagnie aérienne européenne après le groupe Air France-KLM et Lufthansa. Elle est membre fondatrice de Oneworld.
British Airways est la première compagnie aérienne à avoir généré plus d'un milliard de dollars américains sur une unique route aérienne en un an (du 1er avril 2017 au 31 mars 2018 entre New York JFK et Londres-Heathrow).
La société n'est plus cotée en bourse. Le 8 avril 2010, elle a fusionné avec Iberia pour devenir IAG.

## Histoire
La création du British Airways Group est annoncée le 1er septembre 1973, qui entrainera la fusion de l'entreprise publique British Overseas Airways Corporation (BOAC) et de British European Airways (BEA), et la compagnie British Airways voit le jour le 31 mars 1974. La société fut ensuite privatisée en février 1987 par le gouvernement conservateur de Margaret Thatcher.
La crise que traverse le secteur aérien a donc fragilisé au plus haut point la compagnie British Airways, contrainte à des mesures exceptionnelles : suppression des repas sur les vols de moins de deux heures, incitation aux congés forcés et au travail gratuit pour ses salariés. En effet, cette compagnie est d'autant plus en difficulté qu'elle a toujours misé sur le surclassement de ses sièges, en très forte baisse du fait de la conjoncture économique. La compagnie a néanmoins célébré son 35e anniversaire le 31 mars 2009.
Le 12 novembre 2009, la compagnie annonce qu'elle fusionnera avec Iberia en 2010.
Le 8 avril 2010, la fusion attendue entre la compagnie et Iberia est officialisée, les actionnaires l’approuvant en décembre. Le nouveau groupe sera connu sous le nom de International Airlines Group.
Le 9 novembre 2010, la Commission européenne condamne British Airways, ainsi que dix autres compagnies aériennes, pour entente illicite violant les règles des traités européens. Ces entreprises s'étaient secrètement entendues pour exiger des surtaxes sur le transport de fret à partir de ou vers l'Union européenne. British Airways est condamnée à verser une amende de 104 millions d'euros au budget européen.

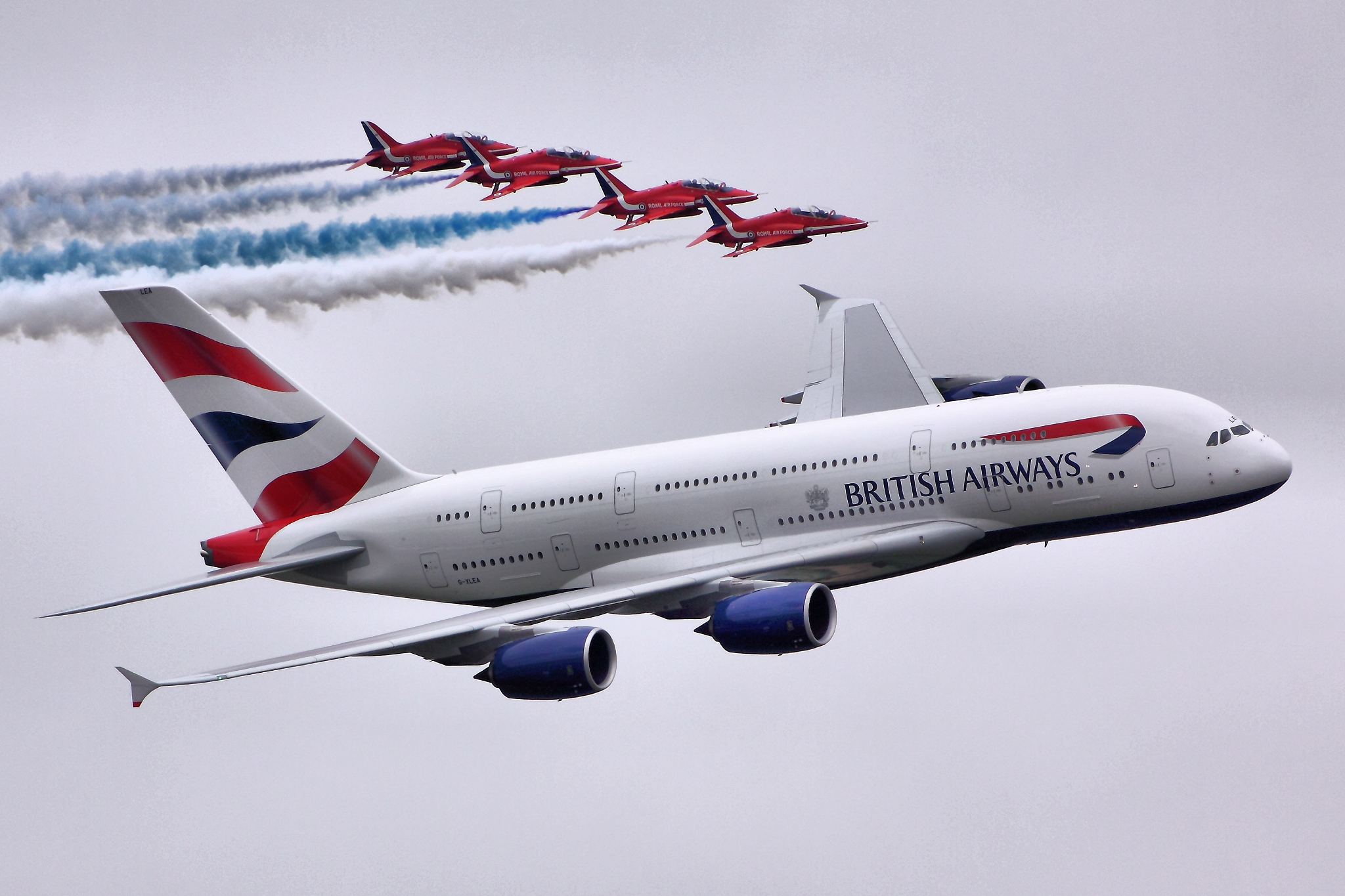
Airbus A380 de British Airways en formation avec les Red Arrows.

En avril 2012, IAG rachète Bmi (British Midland International) au groupe Lufthansa et met fin aux activités de sa filiale à bas prix Bmibaby, la filiale BMI Regional étant revendue à Sector Aviation Holdings (SAH).
En juin 2019, International Airlines Group, compagnie mère de British Airways, a annoncé avoir signé un protocole d'intention d'achat de 200 Boeing 737 Max. Une partie de cette flotte serait utilisée par British Airways à sa base de Londres-Gatwick.
Le 29 juillet 2019, British Airways a reçu le premier Airbus A350-1000 de ses 18 en commande à sa base de Londres-Heathrow. C'est le premier appareil de sa flotte à avoir une nouvelle classe affaires dénommée Club Suite disposant de portes individuelles et d'un accès couloir pour chaque siège. La compagnie a initialement opéré l'A350 sur sa ligne Londres-Madrid pour familiarisation de ses équipages, puis a positionné l'appareil sur les lignes Londres-Dubai à partir de septembre, Londres-Toronto à partir de novembre, Londres-Tel-Aviv à partir de décembre et Londres-Bangalore à partir de janvier 2020.
Le 25 août 2019, British Airways a célébré ses 100 ans et a annoncé plusieurs initiatives qui s'étaleront sur une année pour célébrer son centenaire. Elle a peint un Boeing 747-400 aux couleurs de British Overseas Airways Corporation, Airbus A319 aux couleurs de British European Airways et deux Boeing 747-400 aux livrées anciennes de Negus et Landor.
Depuis janvier 2020, British Airways compense ses émissions de CO2 sur tous ses vols à l'intérieur du Royaume-Uni. Elle offre la possibilité à ses passagers de payer une compensation environnementale sur tous ses autres vols.
Le 9 février 2020, un Boeing 747-400 de British Airways a relié les aéroports de New York et de Londres-Heathrow en 4 heures et 56 minutes, réalisant un nouveau record de vitesse pour un avion subsonique entre les deux villes. Le vol a bénéficié de vents favorables jusqu'à 350 km/h au cours de la tempête Ciara. Le précédent record était de 5 heures et 13 minutes, détenu par un Boeing 787 de la compagnie Norwegian entre New York et Londres-Gatwick.
En juillet 2020, British Airways décide de devancer la retraite de ses 747-400. Cloués au sol depuis mars 2020 en raison de la pandémie de Covid-19 et de la crise qui s’est ensuivi dans le secteur aérien, ils sont jugés trop polluants et pas assez rentables.

En octobre 2020, Sean Doyle est nommé nouveau CEO de la compagnie aérienne,.

### Mouvements sociaux
Le 20 mars 2010, le personnel navigant commercial entame une grève de 72 heures perturbant le trafic aérien, ainsi que l'annulation de plusieurs vols.
Le 22 juillet 2019, BALPA, le syndicat majoritaire des pilotes de ligne au Royaume-Uni annonce que 93 % de ses membres ont voté favorablement pour une action de grève à la suite d'un désaccord salarial en rapport avec les résultats de British Airways sur l'année 2018. Le 23 août 2019, le syndicat annonce un préavis de grève portant sur les dates du 9, 10 et 27 septembre 2019. Après plusieurs échecs de négociation, les pilotes de ligne entrent en grève pour la première fois de l'histoire de la compagnie les 9 et 10 septembre 2019. British Airways a annulé 2 325 vols sur la période soit la quasi-totalité de son programme. Le 18 septembre 2019, les pilotes de la compagnie annoncent l'annulation de leur grève du 27 septembre afin de reprendre les négociations. Le 22 novembre 2019, British Airways est parvenu a un accord avec les pilotes et leurs syndicats sur une augmentation de salaire sur trois ans. IAG estime l'impact financier de cette grève, principalement expliqué par les coûts d'annulation des vols et le réacheminement des passagers, à 137 millions d'euros.

### Identité visuelle (logo et livrée)

Logo de British Airways de 1973 à 1982.
Logo de British Airways de 1982 à 1997.
Logo de British Airways depuis 1997.

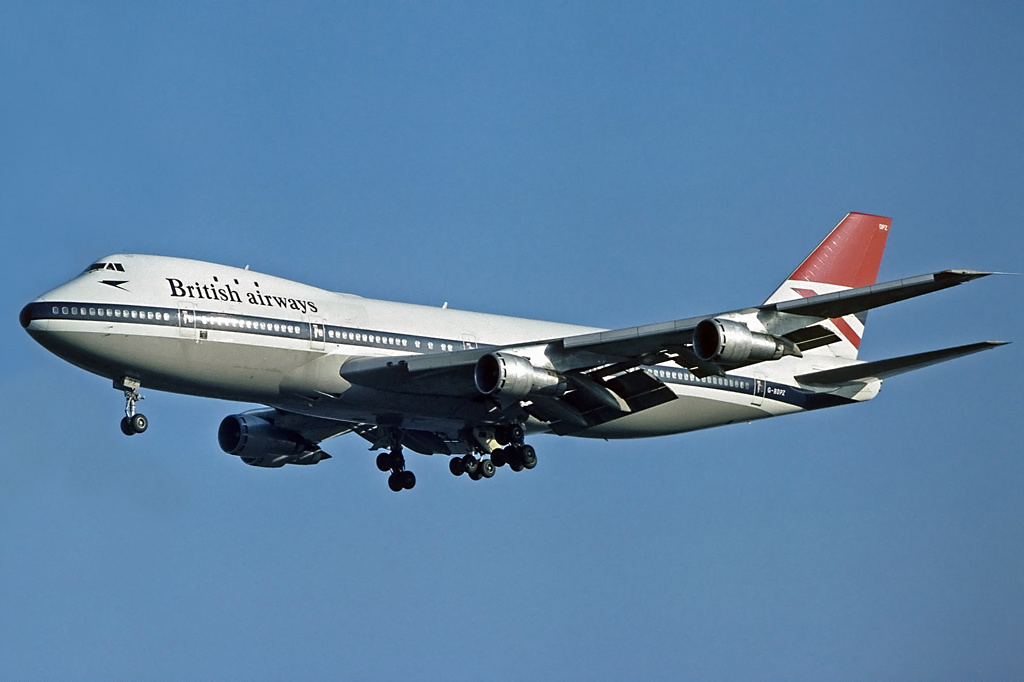
Livrée Negus d'un Boeing 747 de British Airways en 1976.
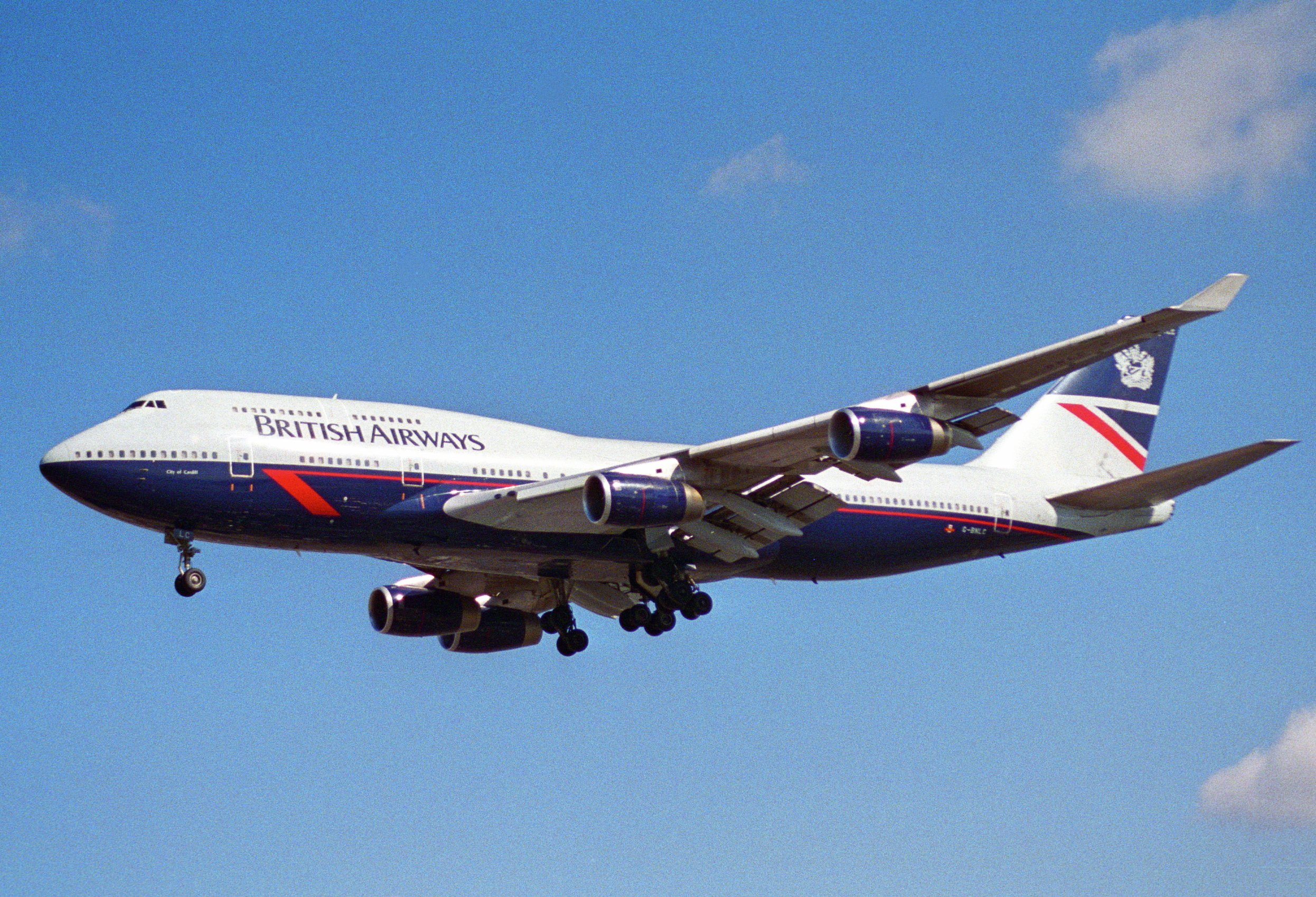
Livrée Landor d'un Boeing 747 de British Airways en 1997.
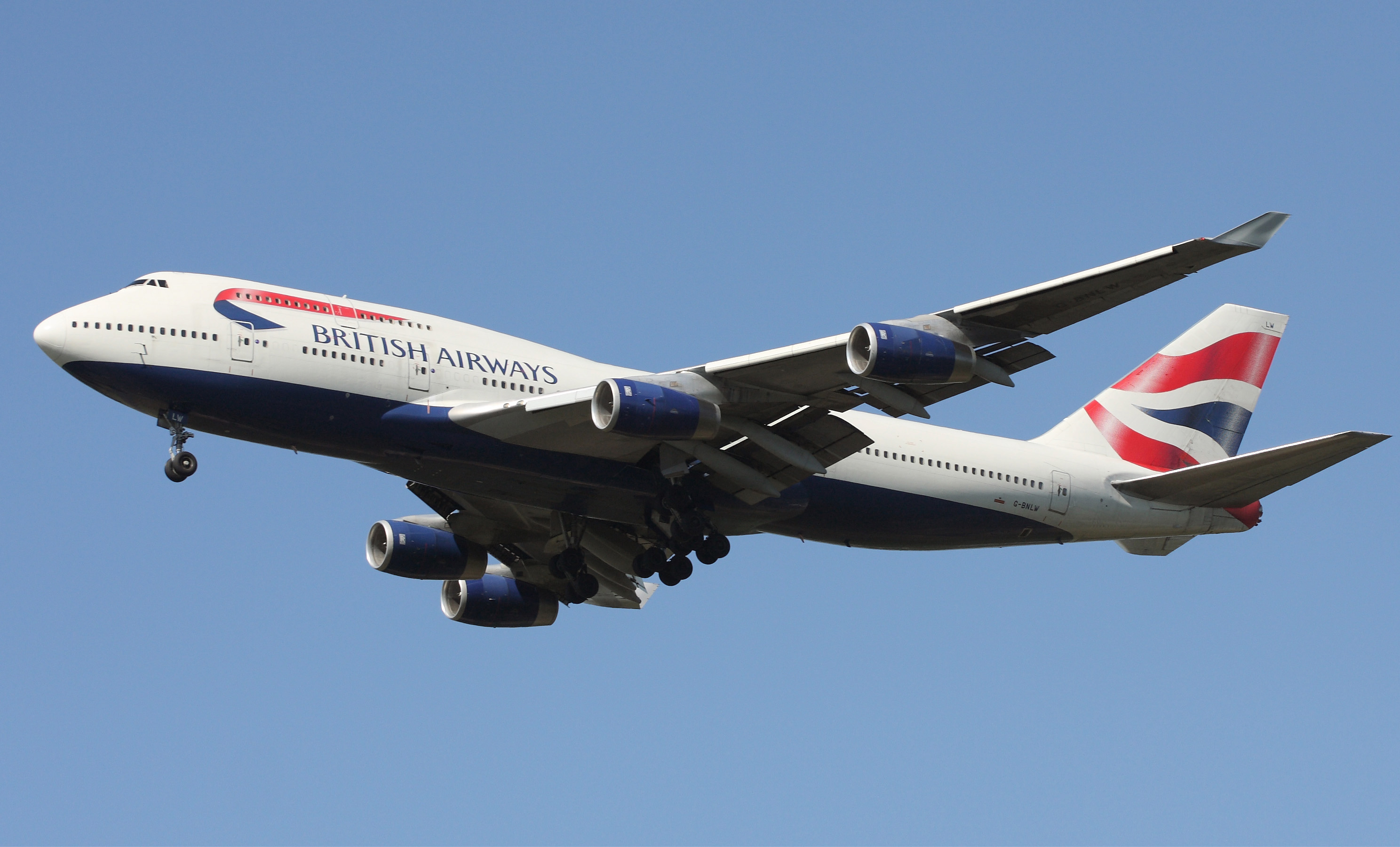
Livrée actuelle Chatham Dockyard d'un Boeing 747 de British Airways en 2010.

## Partage de codes
Outre ses partenaires Oneworld, British Airways a des accords de partage de codes avec les compagnies aériennes suivantes :
- Aer Lingus
- Air Baltic
- Bangkok Airways
- China Eastern Airlines
- Fiji Airways
- Loganair
- Iberia
- Vueling

## Flotte

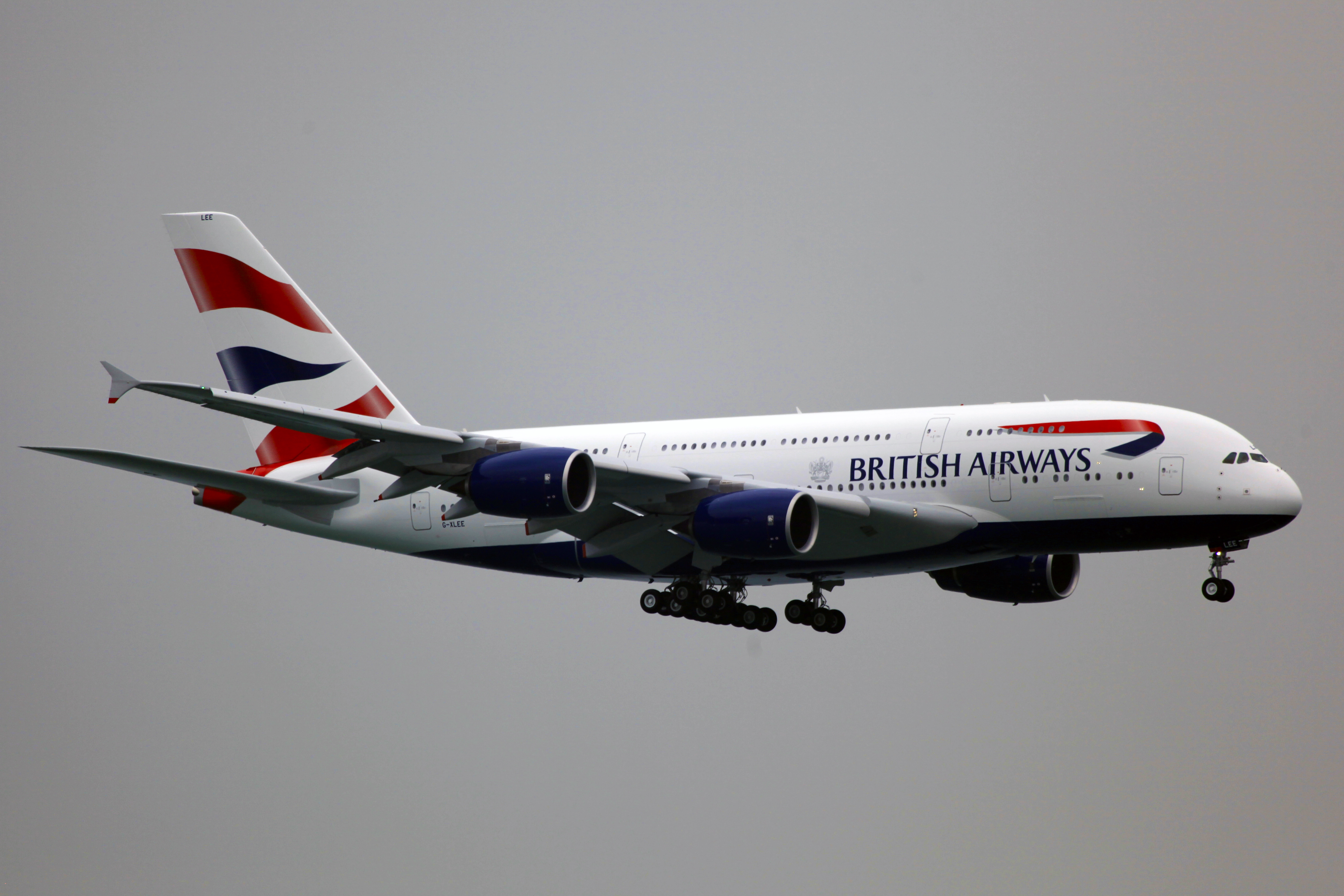
Airbus A380 de British Airways

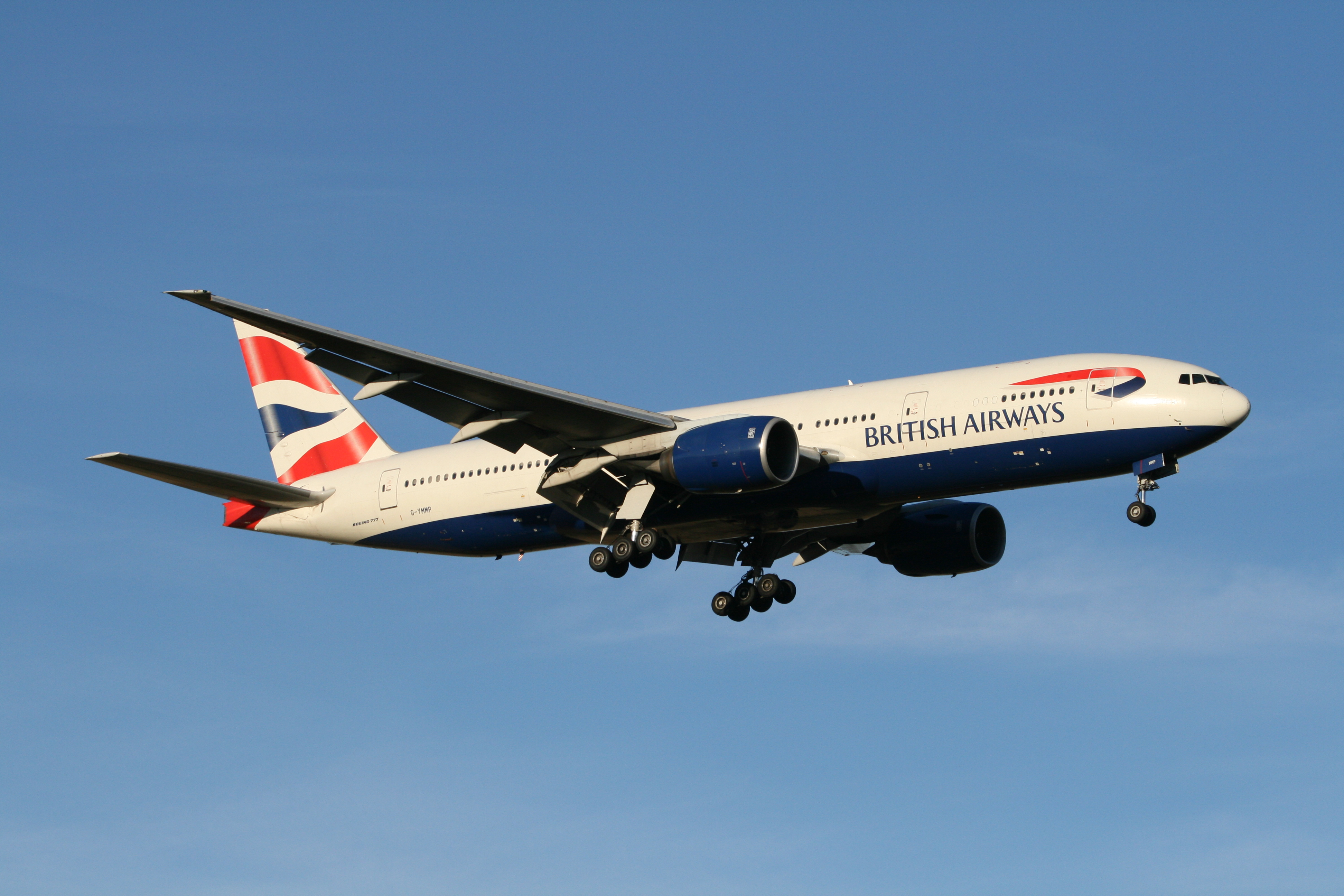
Boeing 777 de British Airways

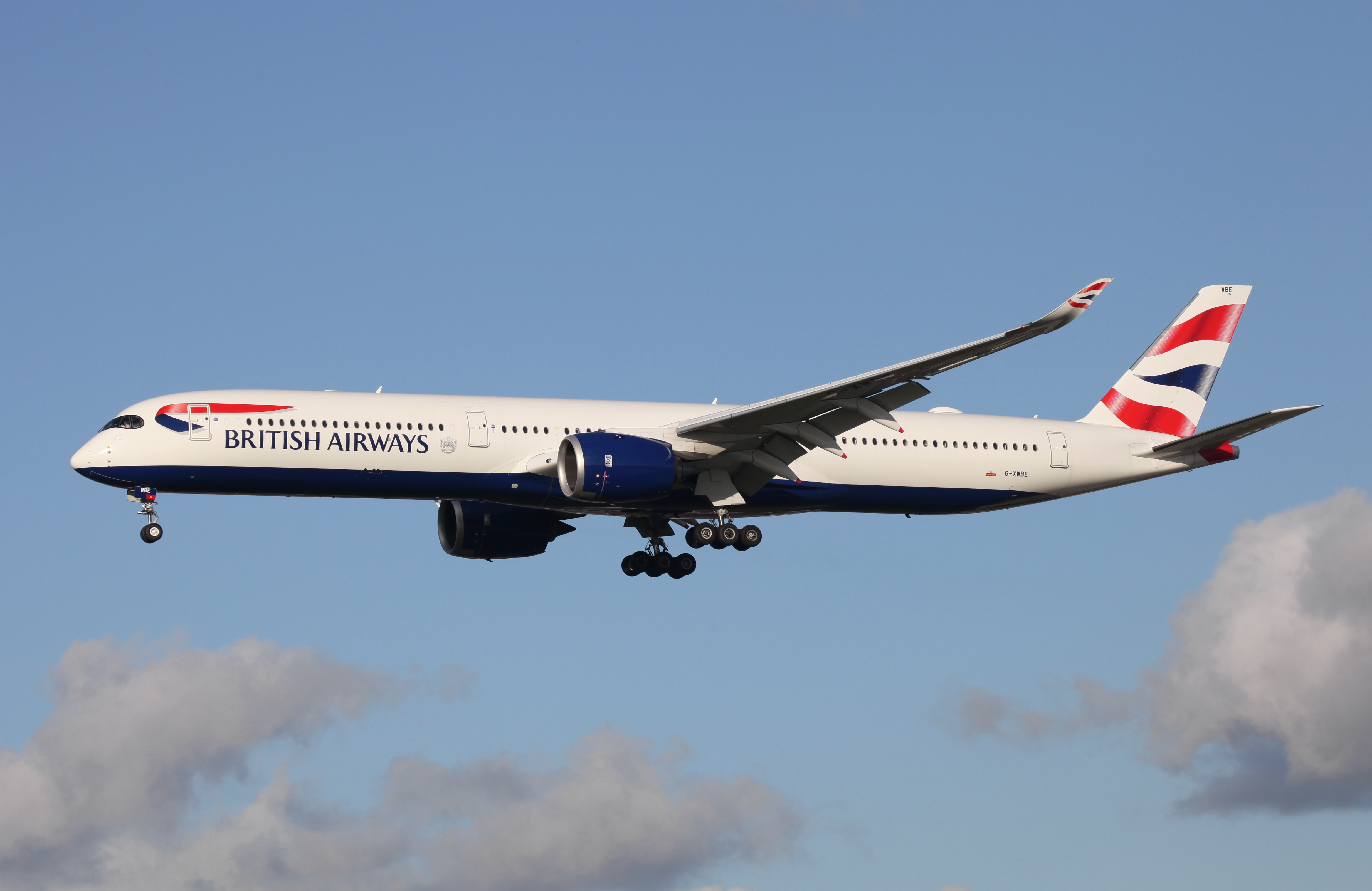
Airbus A350 de British Airways

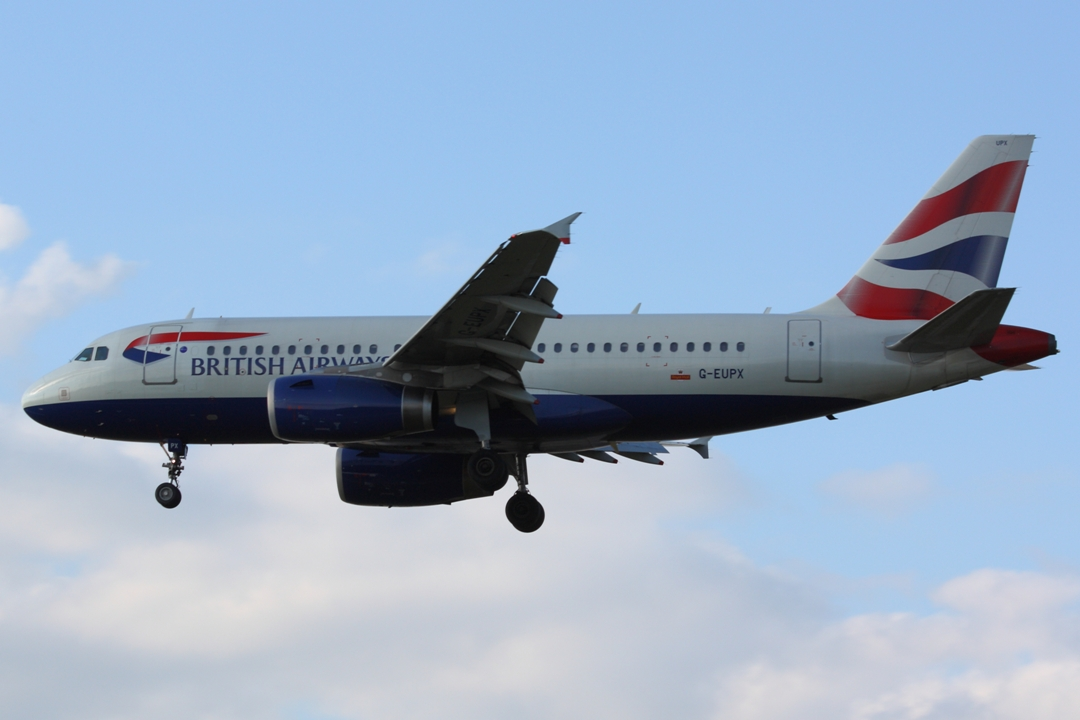
Airbus A319 de British Airways (arborant le logo de la Royal Mail)

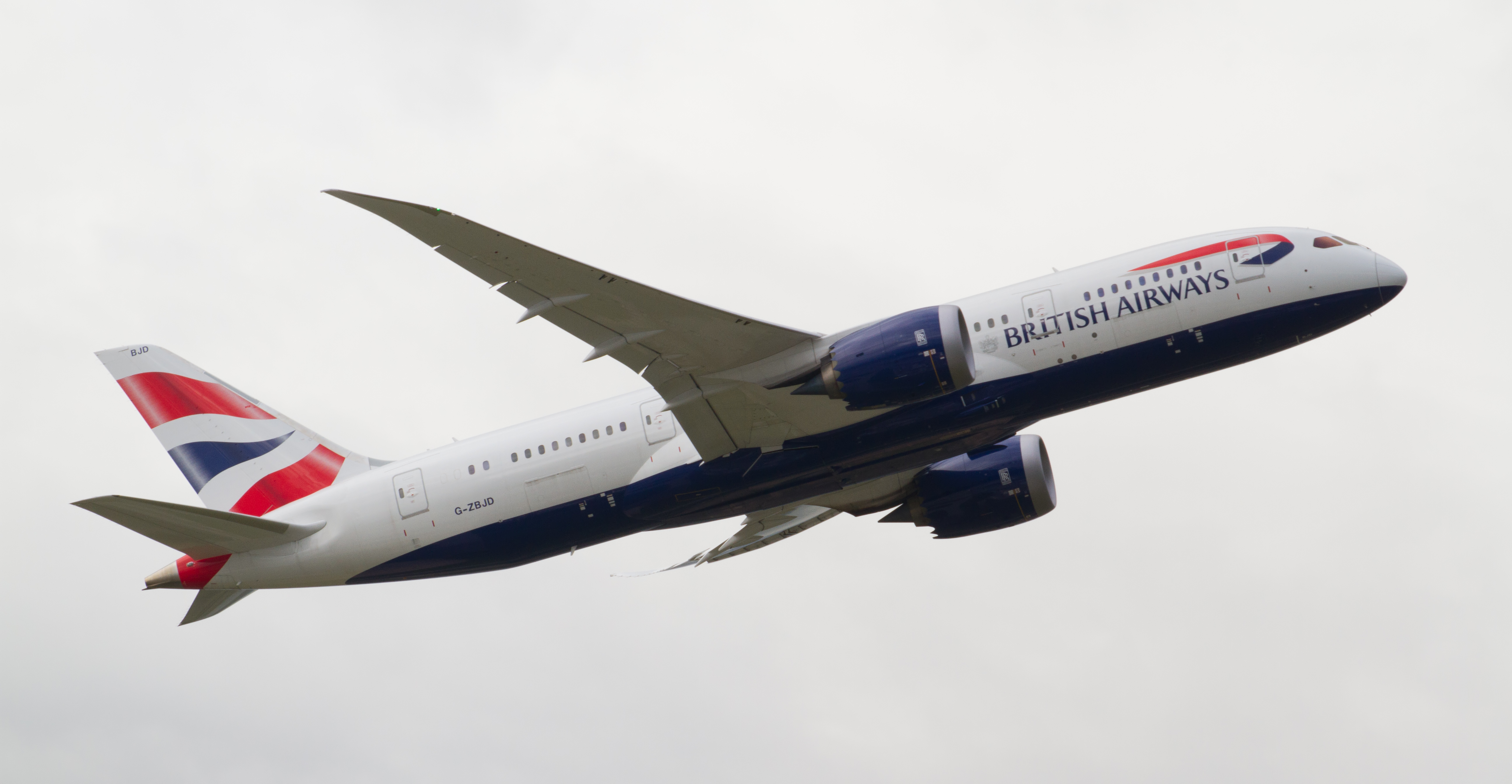
Boeing 787-8 Dreamliner

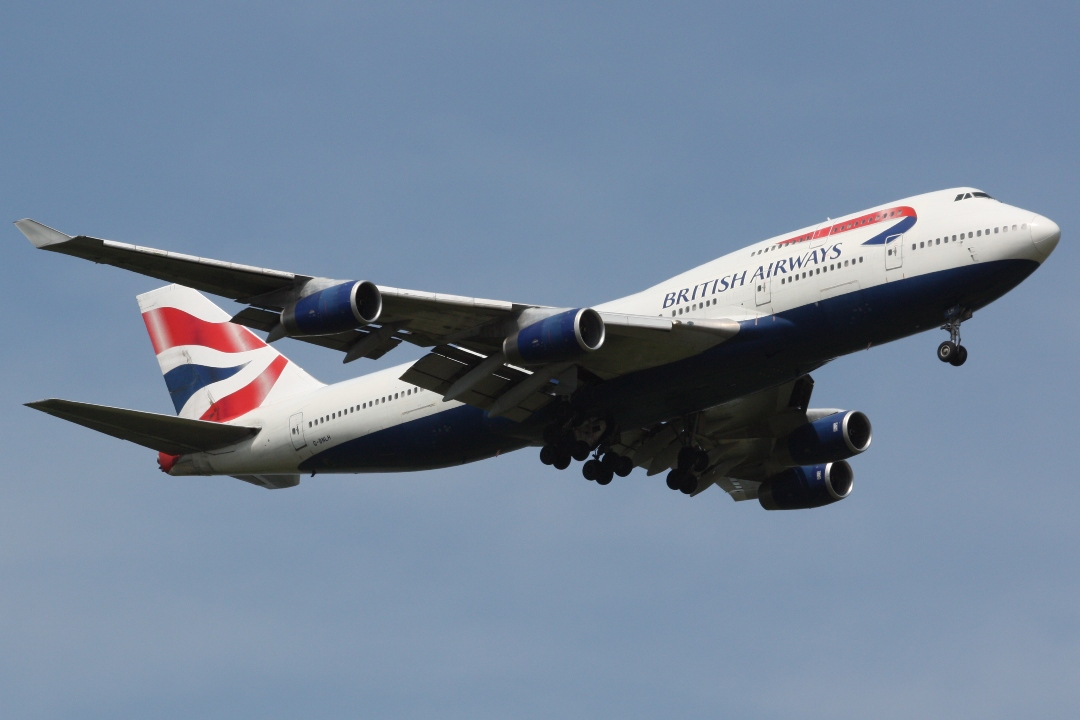
Boeing 747-400 de British Airways, plus important opérateur du type jusqu’à son retrait en juillet 2020.

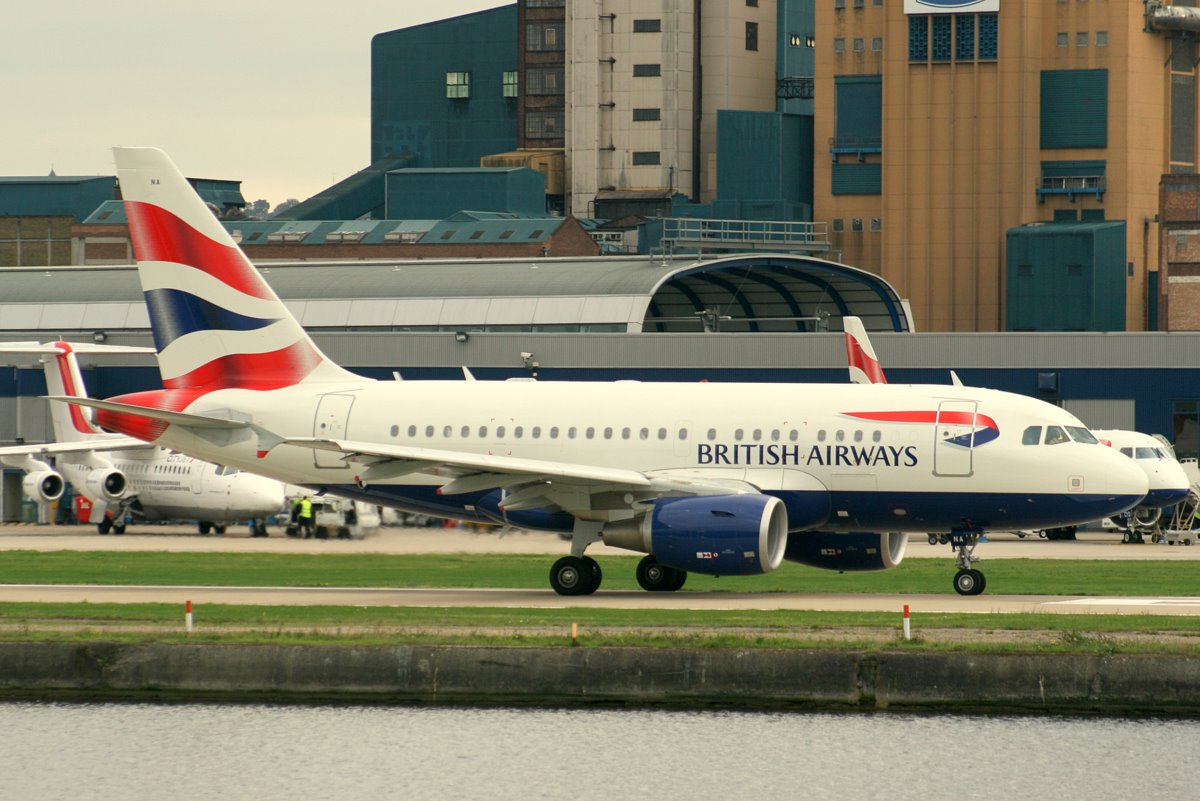
G-EUNA, Airbus A318 affecté à la ligne Londres-New York, à l'aéroport de London City.

En mai 2025, la flotte de British Airways compte 271 avions,.

### British Airways
En mai 2025, la flotte de British Airways est constituée de la manière suivante, :
| Appareils        | En flotte | En commande | Configurations | Configurations | Configurations | Configurations | Configurations | Commentaires |
| Appareils        | En flotte | En commande | P              | A              | EP             | E              | Total          | Commentaires |
| ---------------- | --------- | ----------- | -------------- | -------------- | -------------- | -------------- | -------------- | --- |
| Airbus A319-100  | 30        | —           | —              | —              | —              | 132            | 132            | Un appareil est en livrée BEA (G-EUPJ). |
| Airbus A319-100  | 30        | —           | —              | —              | —              | 143            | 143            | Un appareil est en livrée BEA (G-EUPJ). |
| Airbus A319-100  | 30        | —           | —              | —              | —              | 144            | 144            | Un appareil est en livrée BEA (G-EUPJ). |
| Airbus A320-200  | 67        | —           | —              | —              | —              | 168            | 168            | |
| Airbus A320-200  | 67        | —           | —              | —              | —              | 177            | 177            | |
| Airbus A320-200  | 67        | —           | —              | —              | —              | 180            | 180            | |
| Airbus A320neo   | 25        | 3           | —              | —              | —              | 180            | 180            | Premier appareil livré le 10 avril 2018. 22 avions dans la flotte attendus pour fin 2023                                                                              |
| Airbus A321-200  | 14        | —           | —              | —              | 23             | 131            | 154            | Utilisé sur les lignes long-courriers de la compagnie. |
| Airbus A321-200  | 14        | —           | —              | —              | —              | 218            | 218            | Utilisé sur les lignes intérieures et européennes. |
| Airbus A321neo   | 12        | 2           | —              | —              | —              | 220            | 220            | Premier appareil livré le 23 novembre 2018. |
| Airbus A350-1000 | 19        | 6           | —              | 56             | 56             | 219            | 331            | Premier appareil livré en 2019. +6 A350-K commandé le 9 mai 2025. |
| Airbus A380-800  | 12        | —           | 14             | 97             | 55             | 303            | 469            | Premier appareil livré le 4 juillet 2013. Premier vol intercontinental le 24 septembre 2013 vers Los Angeles. Les appareils sont stockés aux aéroports MAD, DOH, TLV. |
| Boeing 777-200ER | 43        | —           | 14             | 48             | 40             | 122            | 224            | |
| Boeing 777-200ER | 43        | —           | 8              | 49             | 40             | 138            | 235            | Reconfiguration en cours. Équipés de nouveaux sièges Club Suites en classe affaires.                                                                                  |
| Boeing 777-200ER | 43        | —           | —              | 48             | 24             | 203            | 275            | |
| Boeing 777-200ER | 43        | —           | —              | 32             | 52             | 252            | 336            | Opéré sur les lignes au départ de Londres-Gatwick. |
| Boeing 777-300ER | 16        | -           | 14             | 56             | 44             | 185            | 299            | |
| Boeing 777-300ER | 16        | -           | 8              | 76             | 40             | 130            | 254            | Reconfiguration cabine en cours avec les nouveaux sièges Club Suites en classe affaires.                                                                              |
| Boeing 777-9X    | —         | 48          | À déterminer.  | À déterminer.  | À déterminer.  | À déterminer.  | À déterminer.  | |
| Boeing 787-8     | 12        | —           | —              | 35             | 25             | 154            | 214            | |
| Boeing 787-9     | 18        | —           | 8              | 42             | 39             | 127            | 216            | British Airways a réceptionné son premier B787-9 le 30 septembre 2015.                                                                                                |
| Boeing 787-10    | 3         | 41          | 8              | 48             | 35             | 165            | 256            | Première livraison le 26 juin 2020. 12 B787-10 attendus pour fin 2024                                                                                                 |
| Total            | 271       | 100         |                |                |                |                |                | |

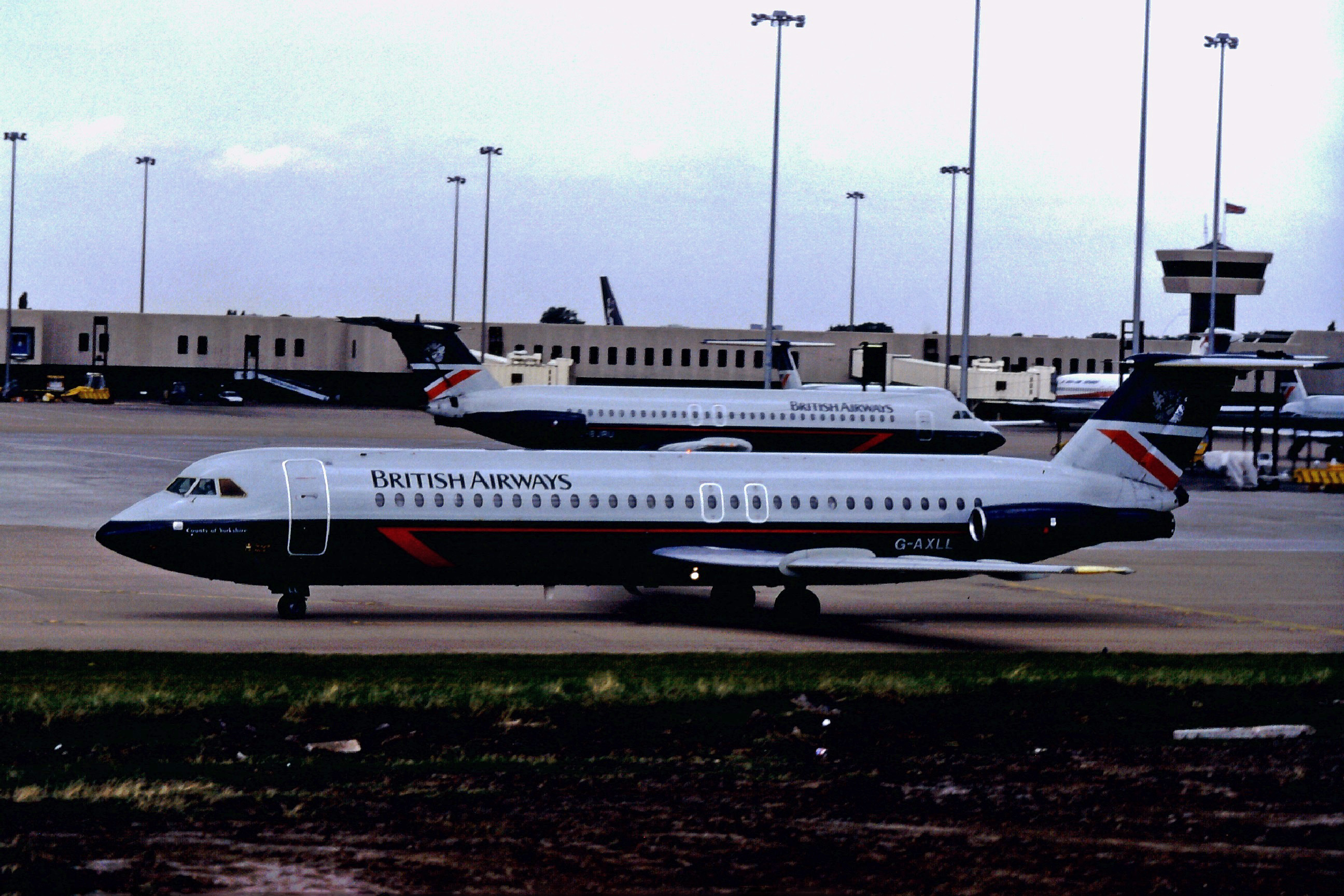
British Airways BAC 1-11 à l'aéroport de Birmingham (1989)

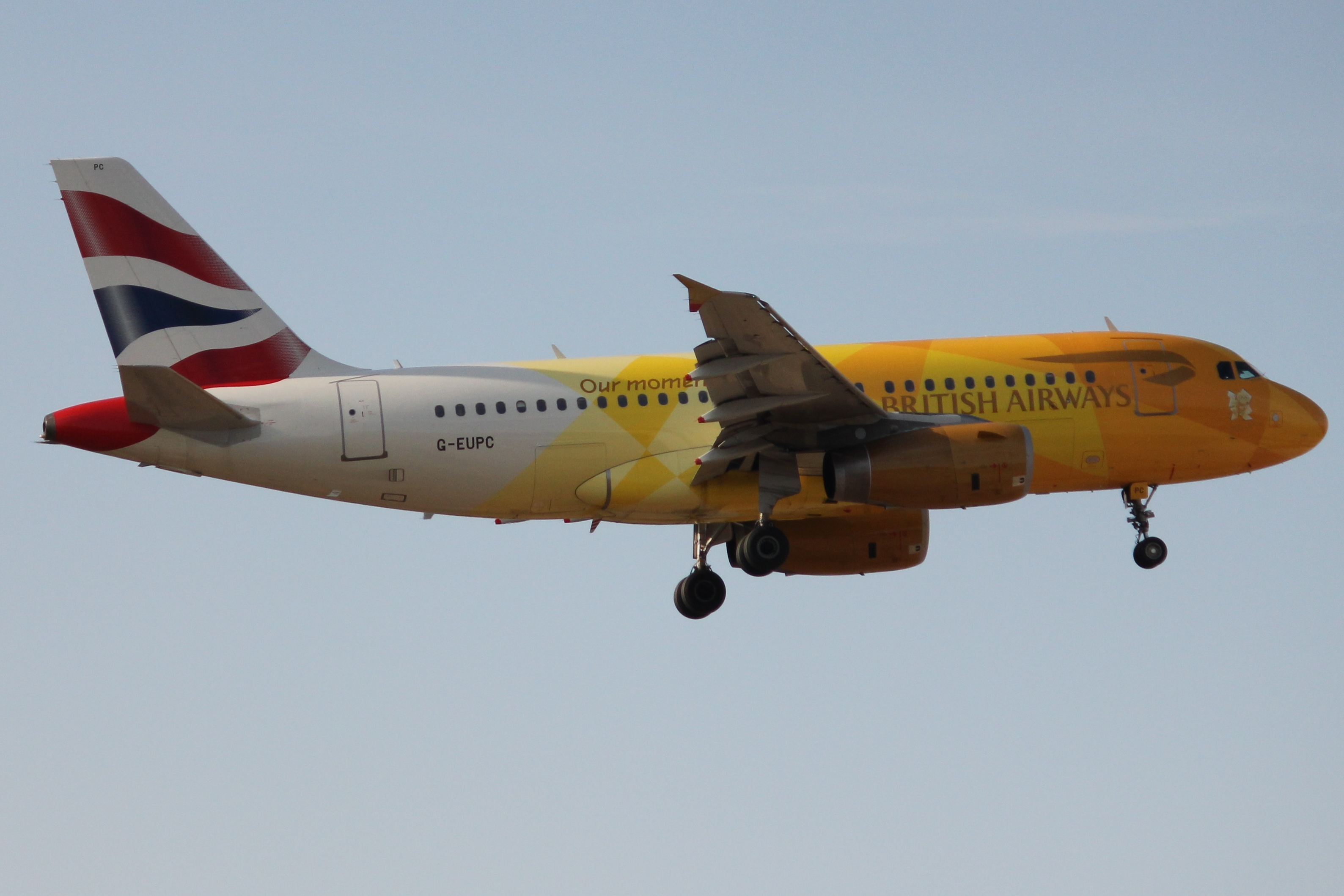
G-EUPC, Airbus A319 de British Airways arborant les couleurs des XXXèmes Olympiades de Londres 2012.

Au cours de son histoire, British Airways a exploité les appareils suivants, :
- Aérospatiale/BAC Concorde
- Airbus A318-100
- Airbus A320-100
- BAC 1-11
- Boeing 707
- Boeing 737-200
- Boeing 737-300
- Boeing 737-400
- Boeing 737-500
- Boeing 747-100
- Boeing 747-200
- Boeing 747-400[31]
- Boeing 757-200
- Boeing 767-200ER
- Boeing 767-300ER
- British Aerospace ATP
- Hawker Siddeley HS-121
- Hawker Siddely HS-748
- Lockheed L-1011
- Vickers Super VC10
- Vickers 806
- Saab 2000
- Embraer 170

### BA CityFlyer

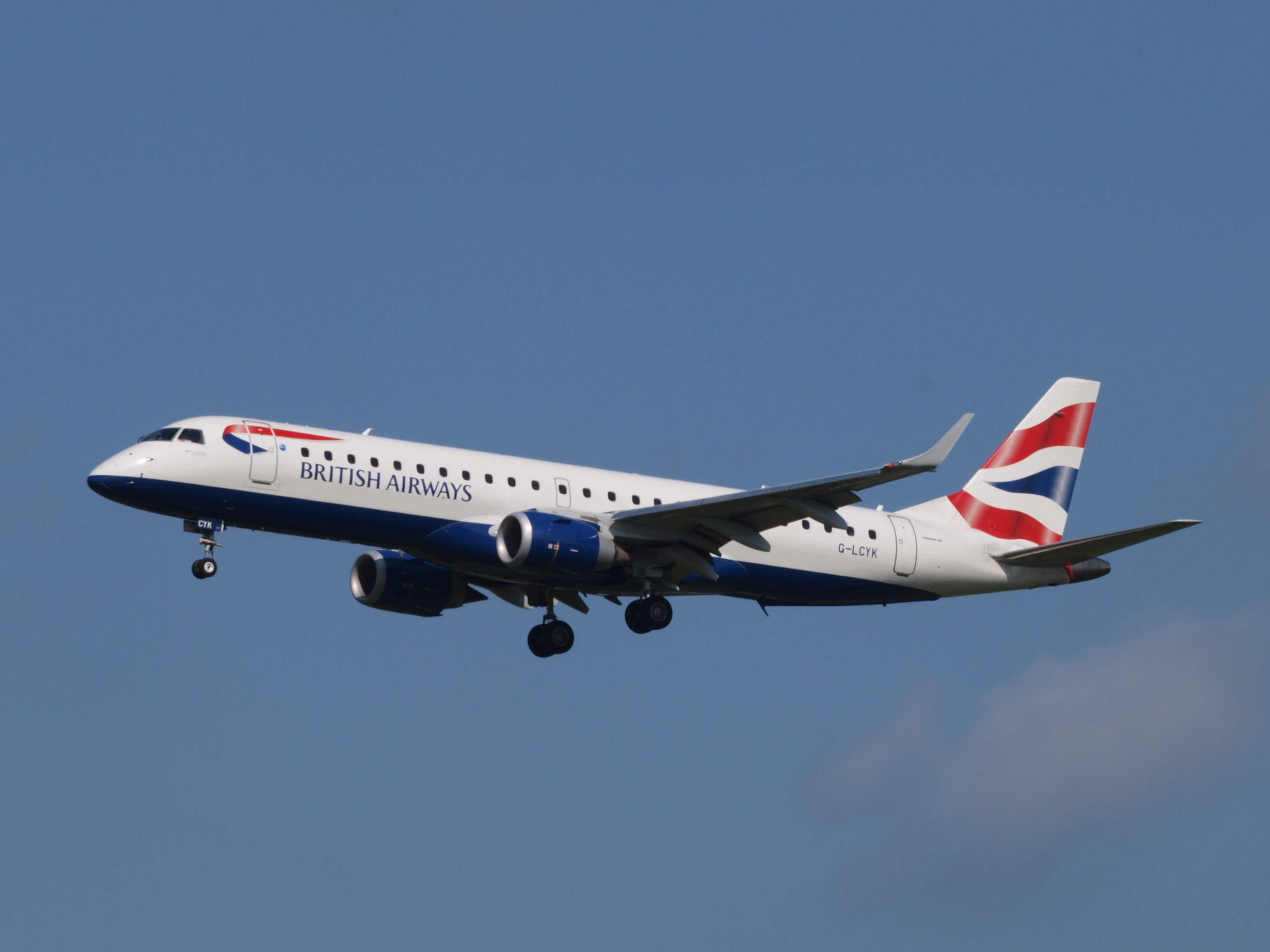
Un Embraer 190 de British Airways à Amsterdam-Schiphol.

### OpenSkies
British Airways avait lancé en 2008 sa filiale française OpenSkies, qui assurait des vols depuis Paris vers New York. Sa flotte était composée de 4 Boeing 757-200 et d'un Boeing 767-300ER. La compagnie a été dissoute et rattachée à IAG.

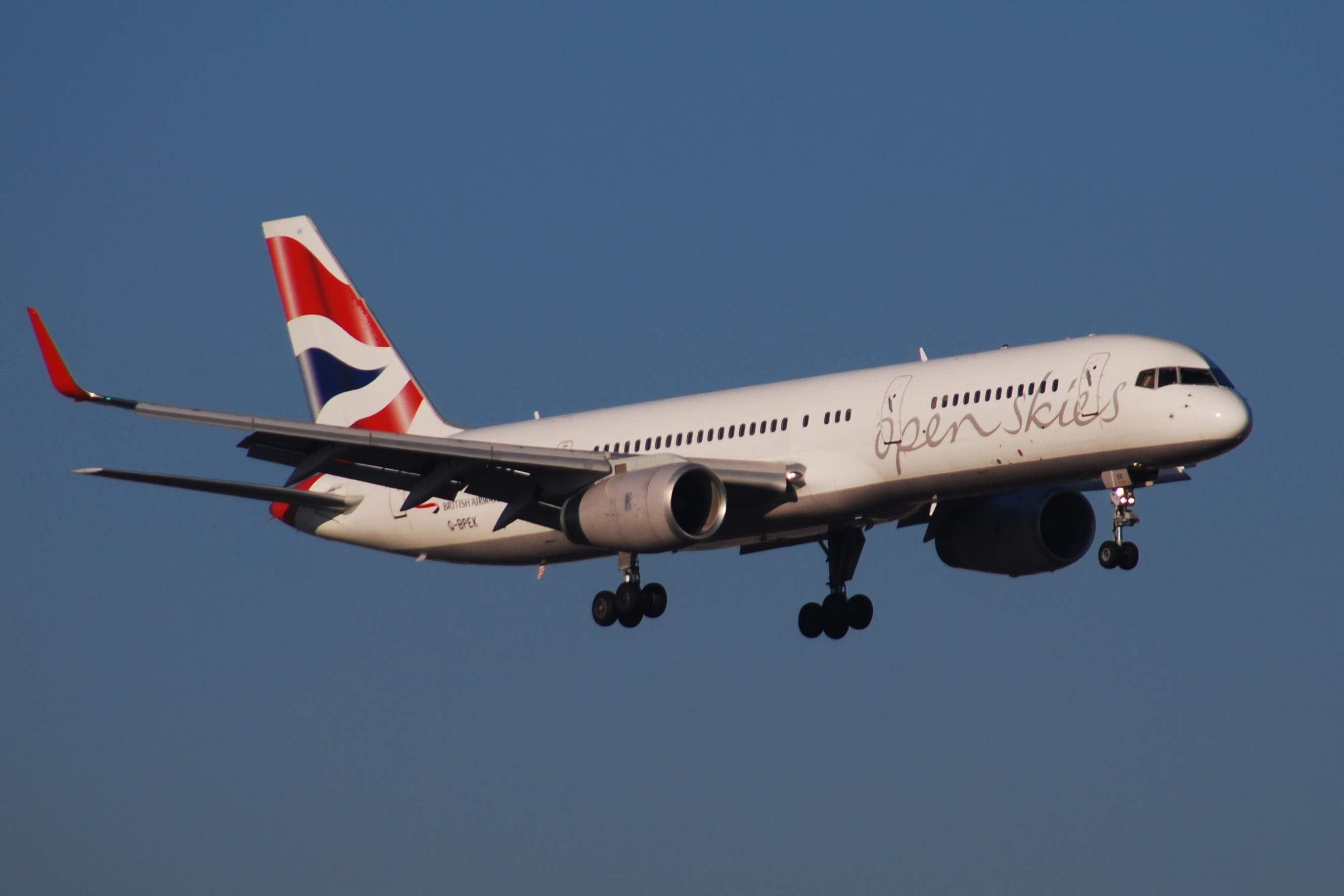
Boeing 757-200 d'OpenSkies à l'aéroport de Paris-Orly.

## Concorde
La compagnie aérienne British Airways est une des trois compagnies, avec Air France et Singapore Airlines, à avoir exploité l'avion supersonique franco-britannique Concorde de 1976, jusqu'au retrait de ce dernier en 2003. Elle possédait 7 appareils. Certains furent exploités aux États-Unis pour le compte de la Braniff entre Washington et Houston, tandis que d'autres étaient exploités pour le compte de Singapore Airlines (un côté de l'appareil portait la livrée Singapore Airlines).

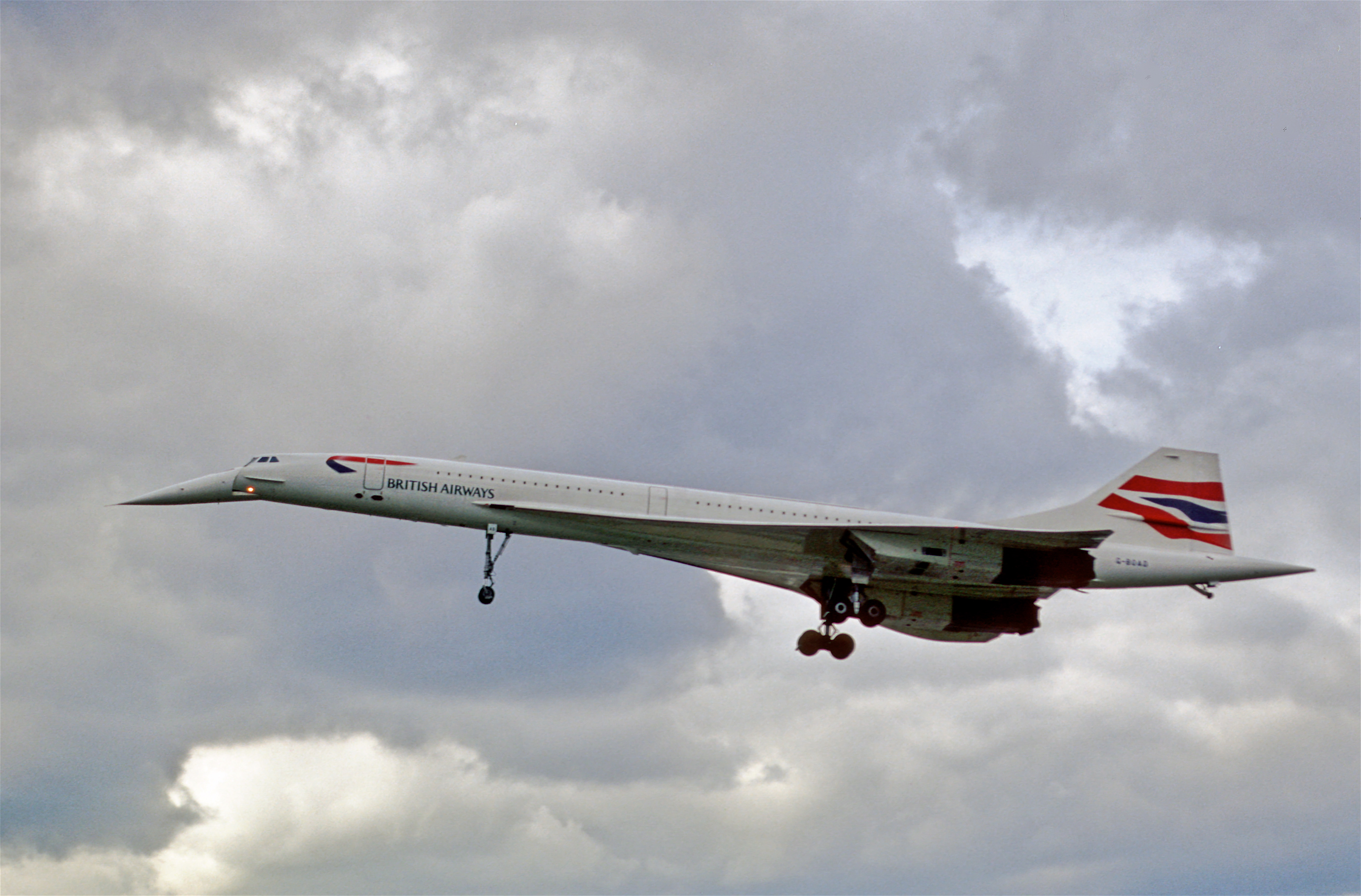
Concorde de British Airways

### Technologie
Décidé en 2000, British Airways a externalisé définitivement son système de gestion des passagers à Amadeus en 2002. Avant la migration à Altéa, British Airways utilisait un système datant des années 1970 connu sous le sigle BABS.

## Incidents et accidents

### Incidents ou accidents aériens
- Le 22 novembre 1974, le vol British Airways 870, un Vickers VC10, reliant l'aéroport de Dubaï à l'aéroport de Londres-Heathrow, fut détourné à Dubaï, avec un atterrissage à Tripoli pour faire le plein avant de s'envoler pour Tunis. Un otage fut assassiné avant que les pirates ne cèdent finalement après un cauchemar de 84 heures. Le commandant de bord, Jim Futcher, reçut la Médaille de la bravoure de la Reine, la médaille de la Guilde des pilotes et navigateurs, la médaille d’or de l'Association des pilotes de ligne britannique et une mention de British Airways pour sa gestion lors de ce détournement. Il était notamment retourné à bord en sachant que les pirates s’y trouvaient toujours[34],[35].
- Le 10 septembre 1976, le vol British Airways 476, un Hawker-Siddeley Trident 3B, reliant l'aéroport de Londres-Heathrow à l'aéroport d'Istanbul-Atatürk, est victime d'une collision en vol avec le vol 550 de la Inex-Adria, un Douglas DC-9. La collision survient à proximité de Zagreb (ex-Yougoslavie, actuelle Croatie). La totalité des 54 passagers et 9 membres d'équipage de l'avion de British Airways périrent dans l’accident, ainsi que les 113 occupants du vol 550. Il s'agit ici du seul accident mortel pour un appareil de British Airways depuis la création de l'entreprise en 1974.
- Le 24 juin 1982, le vol British Airways 009, un Boeing 747-200, reliant l'aéroport de Londres-Heathrow à l'aéroport d'Auckland, traverse un nuage de cendres volcaniques provenant de l'éruption du Galunggung (un volcan indonésien), causant des dommages important à l'appareil, y compris l'extinction des quatre réacteurs. L'équipage put planer hors du nuage de cendres et redémarrer trois des quatre moteurs. L'abrasion due aux cendres volcaniques allait rendre les parebrises du cockpit complètement opaques, à un point tel qu'il n'était plus possible pour les pilotes de voir au travers. Le vol se termina par un atterrissage d'urgence à l'aéroport Halim-Perdanakusuma, à Jakarta, en Indonésie. Aucune victime.
- Le 10 juin 1990, le vol British Airways 5390, un BAC 1-11, reliant l'aéroport de Birmingham à l'aéroport de Malaga, perd le parebrise gauche du cockpit. Le commandant de bord fut immédiatement aspiré par la décompression explosive qui s'ensuivit. Ses pieds s'accrochant dans le manche à balai lui éviteront d'être entièrement aspiré dehors. Le copilote procèdera à un atterrissage d'urgence sur l'aéroport de Southampton avec le commandant toujours à l'extérieur. L'enquête déterminera que des boulons de taille inadéquate ont été utilisés pour fixer le parebrise. Le commandant, Tim Lancaster, malgré le traumatisme physique qu'il avait subi, allait entièrement récupérer et cinq mois plus tard, reprendre son service.
- Le 2 août 1990, le vol British Airways 149, un Boeing 747, reliant l'aéroport de Londres-Heathrow à l'aéroport Sultan Abdul Aziz Shah (Malaisie), a été immobilisé, et ses occupants capturés lors de l'escale à l'aéroport international de Koweït, quatre heures après l'invasion du Koweït par l'Irak, conduisant à la capture des passagers et de l'équipage et à la destruction du Boeing 747, immatriculé G-AWND. Un des otages sera tué, quant aux autres, certains seront libérés rapidement, pour les autres, il faudra attendre décembre 1990 pour leur libération[36].
- Le 29 décembre 2000, le vol British Airways 2069, un Boeing 747-400 reliant Londres à Nairobi, au Kenya, subit une tentative de détournement en plein vol au-dessus du Soudan. Un homme, mentalement instable, a pris d'assaut le cockpit et a engendré d'extrêmes manœuvres sur les commandes et donc la cellule de l'appareil, blessant plusieurs passagers. Heureusement, l'équipage et quelques passagers ont réussi à rapidement maîtriser l'assaillant et à reprendre la situation en main juste avant qu'elle ne soit irrécupérable.
- Le 17 janvier 2008, le vol British Airways 38, un Boeing 777-200ER, reliant l'aéroport international de Pékin à l'aéroport de Londres-Heathrow, s'écrase à environ 300 m de la piste 27 Gauche de l'aéroport d'Heathrow, et termine sa course non loin du seuil de piste. L'appareil est irréparable, il s'agit de la première perte d'un Boeing 777. La cause sera identifiée comme étant une obstruction des échangeurs thermiques par de la glace. Ces échangeurs servent à réchauffer le carburant avant son arrivée dans les moteurs. L'accident provoquera un blessé grave et douze blessés légers.
- Le 7 août 2019, le vol BA422 reliant Londres à Valence, en Espagne, doit atterrir en urgence[37] après que la cabine avait été envahie d'une épaisse fumée. La compagnie a évoqué un problème technique. Trois des 175 passagers ont été hospitalisés[38].

### Panne informatique
Le 27 mai 2017, une panne électrique due à une erreur humaine a rendu indisponible les systèmes informatiques de la compagnie, dont l'ensemble des systèmes de réservation et de gestion des bagages, ainsi que les systèmes opérationnels pendant trois jours, affectant 75 000 passagers sur 170 aéroports dans 70 pays, pour un coût évalué à 115 millions d'euros.

### Piratage informatique
Le 6 septembre 2018, British Airways reconnaît une attaque sur ses systèmes informatiques, qui a eu lieu entre le 21 août et le 5 septembre 2018. Les informations de 380 000 transactions bancaires réalisées sur le site web britishairways.com et sur l’application ont été volées, pour les clients ayant acheté des billets durant la période citée.
En juillet 2019, la société écope d'une amende de 204 millions d'euros par l’ICO (Information Commissioner’s Office).